# Stockkläppen, Korpo
Stockkläppen är en ö i Finland. Den ligger i Skärgårdshavet och i kommunen Pargas i den ekonomiska regionen  Åboland i landskapet Egentliga Finland, i den sydvästra delen av landet. Ön ligger omkring 70 kilometer sydväst om Åbo och omkring 190 kilometer väster om Helsingfors. Stockkläppen ligger 4 meter över havet.
Öns area är 2,4 hektar och dess största längd är 360 meter i öst-västlig riktning.